# Cleistanthus jacobsianus
Cleistanthus jacobsianus är en emblikaväxtart som beskrevs av Airy Shaw. Cleistanthus jacobsianus ingår i släktet Cleistanthus och familjen emblikaväxter. Inga underarter finns listade i Catalogue of Life.